# Frankfurter Rad-Cross

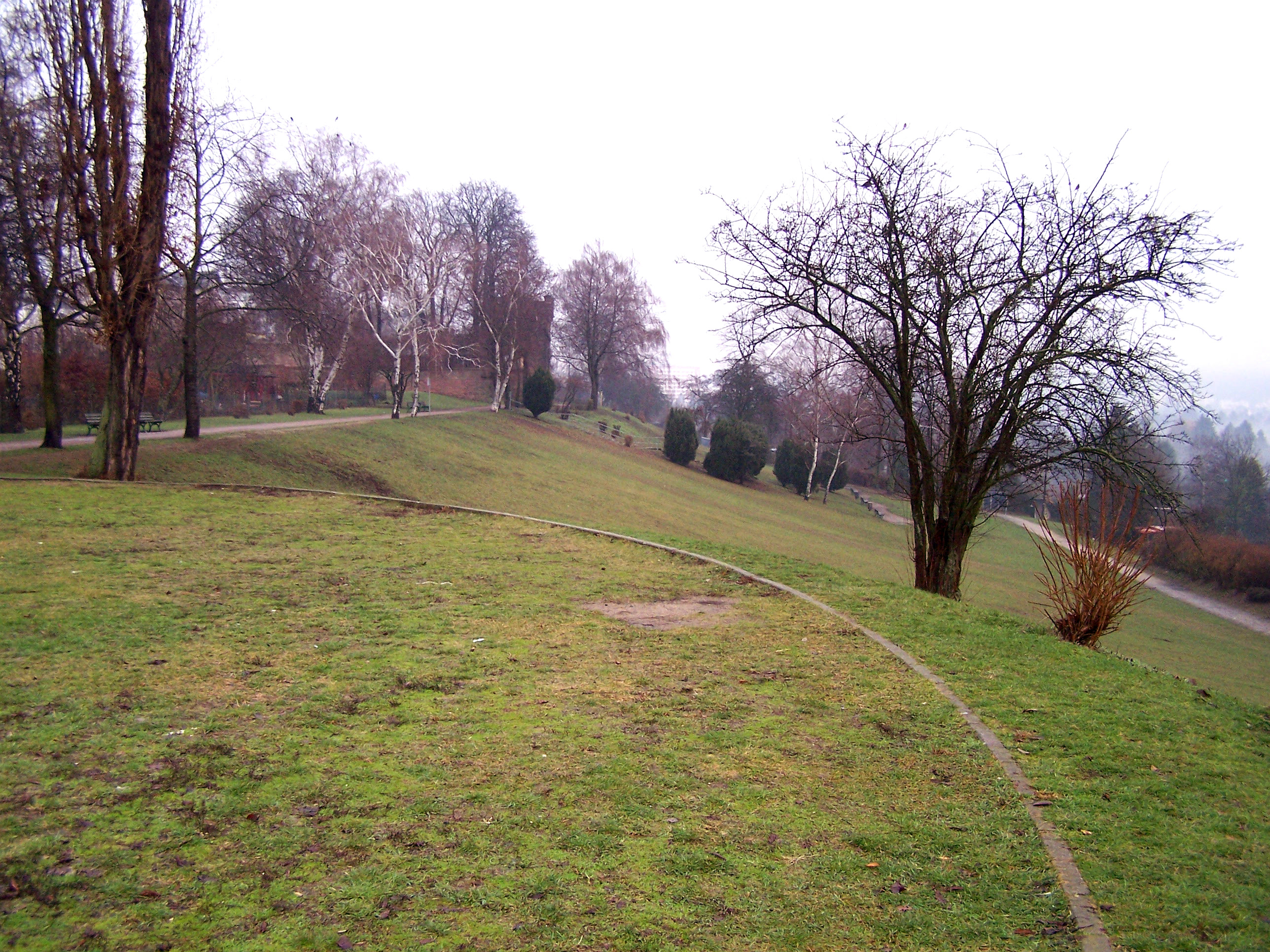
Bornheimer Hang in Frankfurt

Der Frankfurter Rad-Cross ist ein Cyclocrossrennen, das am Bornheimer Hang in Frankfurt am Main stattfindet.

## Geschichte
Der Radcross wird seit 1975 vom Velociped-Club Frankfurt 1883 organisiert. Schauplatz ist der Bornheimer Hang mit Start und Ziel vor der Eissporthalle Frankfurt.
Höhepunkte in der Geschichte des Rennens waren die Ausrichtungen dreier deutscher Meisterschaften (1983, 1996, 2000), eines Weltcup-Rennens (2002) sowie der Cyclocross-Europameisterschaften (2010). Der übliche Termin des Rennens lag im November oder Dezember; in Meisterschafts-Jahren entfiel dieser Termin. Mit Ausnahme des Weltcups 2002 war der Cross international in die Klasse C2 eingestuft.
Die letzte Ausrichtung im Rahmen des internationalen Kalenders fand 2012 statt, wobei der Parcours einige Änderungen erfuhr. Seitdem war der Cross zumindest bis 2019 noch im nationalen Kalender zu finden.

## Siegerliste
Die Gewinner der diversen Meisterschaftsrennen sind unter Meisterschaften aufgeführt, die der regulären, jährlich ausgetragenen Rennen unter Männer bzw. Frauen. Es sind nur die Rennen des internationalen Kalenders berücksichtigt.

### Meisterschaften
- Deutsche Rad-Cross Meisterschaft 1983: Dieter Uebing (Profis) / Frank Ommer (Amateure)
- Deutsche Rad-Cross Meisterschaft 1996: Mike Kluge (Männer) / kein Frauenrennen
- Deutsche Rad-Cross Meisterschaft 2000: Malte Urban (Männer) / Hanka Kupfernagel (Frauen)
- Cyclocross-Europameisterschaften 2010: kein Männerrennen / Daphny van den Brand (Frauen)

### Männer
- 1986:  Mike Kluge
- 1987:  Henrik Djernis
- 1988:  Edward Piech
- 1989–1991: unbekannt
- 1992:  Mike Kluge
- 1993:  Mike Kluge
- 1994:  Beat Wabel
- 1995: nicht ausgetragen (dt. Meisterschaften)
- 1996:  Ralph Berner
- 1997:  Alex Moonen
- 1998:  Maxime Lefebvre
- 1999: nicht ausgetragen (dt. Meisterschaften)
- 2000:  Christian Heule
- 2001:  Aleš Mudroch
- 2002:  Bart Wellens (Weltcup)
- 2003:  Mario De Clercq
- 2004:  Mario De Clercq
- 2005:  Malte Urban
- 2006:  Malte Urban
- 2007:  Philipp Walsleben
- 2008:  Philipp Walsleben
- 2009:  Philipp Walsleben
- 2010: nicht ausgetragen (Europameisterschaften)
- 2011:  Christoph Pfingsten
- 2012:  Simon Zahner

### Frauen
- 2001:  Hanka Kupfernagel
- 2002:  Daphny van den Brand (Weltcup)
- 2003:  Hanka Kupfernagel
- 2004:  Hanka Kupfernagel
- 2005:  Hanka Kupfernagel
- 2006:  Daphny van den Brand
- 2007:  Hanka Kupfernagel
- 2008:  Hanka Kupfernagel
- 2009:  Marianne Vos
- 2010: nicht ausgetragen (Europameisterschaften)
- 2011:  Marianne Vos
- 2012:  Hanka Kupfernagel